# 覺音
覺音，又譯為佛音、觉鸣，大約為西元五世紀時印度佛教僧侶，是南傳佛教史上的關鍵人物。其巨著《清淨道論》是巴利文Visuddhimagga的意譯，是綜述南傳上座部佛教思想一部最详细、最完整、最著名的作品，因此覺音具有上座部佛教修行體系集大成者的重要歷史地位。

## 生平記載
對於覺音的生平，最主要的記載來自於西元13世紀法稱對《大史》的續寫（有人稱為《小史》）及緬甸的《教史》（Sasana-vamsa）。
根據《大史》續寫章節中的記載，覺音出生在中印度摩揭陀國菩提伽耶附近的婆羅門家庭，在上座部出家。覺音在大名王(412年-434年)統治斯里蘭卡的第20年時，因為聽說在斯里蘭卡保存了很多失傳的早期佛教經典，從印度渡海來到斯里蘭卡。大名王在公元428年和435年曾遣使來華。據上述二者推算，覺音登島應在433年—447年範圍內。
覺音向大寺派長老護僧學習上座部學說和僧伽羅語所作的註疏書。覺音召集眾人要求把所有書都交給他作註釋，僧團要求他將他研讀的心得作成總結，向僧團報告。於是覺音將他的心得總結成《清淨道論》(Visuddhi-magga)，當時人們讀了之後稱「毫無疑問，這就是彌勒」，此書成為後世南傳佛教最重視的論書之一。
據《大史》續寫章節中的記載，覺音又將三藏和註釋譯成巴利文，最後返回印度本土。但根據緬甸傳說，覺音從緬甸出發到達斯里蘭卡後來又回到了緬甸，完成多種論述。柬埔寨傳說認為，覺音最後以很高的年紀，在高棉的覺音寺圓寂。

## 學術研究
近代學者考據認為他出身於南印度，後至中印度。
巴利三藏中律藏之註疏名為《善見論》（Samanta-pāsādika），這本書在南北朝時，由僧伽跋陀羅傳至中國，譯成《善見律毘婆沙》。一般認定其為覺音所著，日本學者水野弘元認為，在永明六年（488年）和僧伽跋陀羅一起來到廣東的未具名三藏法師，很可能就是覺音本人。他在30歲時到达斯里蘭卡，研究巴利文經典。之後可能到達緬甸傳授佛法，78歲時與弟子僧伽跋陀羅到達中國廣州，因為年老的緣故而沒有上岸，將《善見論》交給弟子僧伽跋陀羅後，乘船歸國，最後在扶南圓寂。